# Paul Gavarni
Paul Gavarni, vlastním jménem Sulpice Guillaume Chevalier, také Hippolyte-Guillaume Sulpice Chevalier, (13. ledna 1804 Paříž – 23. listopadu 1866 Auteuil) byl francouzský malíř, grafik, ilustrátor a karikaturista.

## Život
Začínal jako dělník – mechanik ve strojírenské továrně, ale byl nešikovný. Dal se zapsat do kursů kreslení a v tom dělal rychlé pokroky. V počátcích kreslířské kariéry si zvolil pseudonym podle obce Gavarnie v Pyrenejích, kam jednou cestoval. Začínal jako ilustrátor módního časopisu Journal des modes, kresby prováděl technikou litografie, zprvu ručně kolorované, později tištěné barevně. Od roku 1828 se jeho ilustrace stále více stávaly karikaturami. V letech 1837 až 1848 byl karikaturistou a ilustrátorem satirického časopisu Le Charivari. Při pobytu v Londýně v letech 1848 až 1851 zaměřil svou kritickou pozornost na obyvatele chudých čtvrtí, vytvořil celé album, které pod názvem Londýn a Angličané vydal se svými texty Émile de la Bédollière roku 1862. V kresbách moralit pokračoval i po návratu do Paříže, stovkami karikatur mapoval společenský a kulturní život Pařížanů. Jeho kreslené vtipy s krátkým textem byly tak populární, že se každý tiskl na celou stranu. Oproti svému vrstevníkovi Honoré Daumierovi se nezabýval portréty politiků, karikaturami konkrétních osob a grimasami jejich tváří, ale na situace a slovní doprovod. Byl mistrem litografie, což vyhovovalo vydavatelům tehdejších časopisů i knih. Významné práce vytvořil také akvarelem. Byl střídavě úspěšný a neúspěšný, také jako redaktor a vydavatel. Dostal se krátce do pařížského vězení pro dlužníky a z pobytu vytěžil soubor karikatur. Obdivoval vědeckotechnické vynálezy, pokoušel se létat v balóně, na rozdíl od svého přítele, fotografa Nadara neúspěšně.
Jeho syn Pierre také kreslil, ale nedosáhl úspěchů.

## Dílo
- Les Oeuvres nouvelles. Les Partagueses. 1., díl, Paříž 1855; Album vybraných karikatur, litografie, (dostupné online:)
- Ilustrace románů Honoré de Balzaca, Eugene Sue: Věčný Žid, Jonathan Swift: Gulliverovy cesty, Hoffmannovy povídky, a další.

## Galerie

Výběr z díla
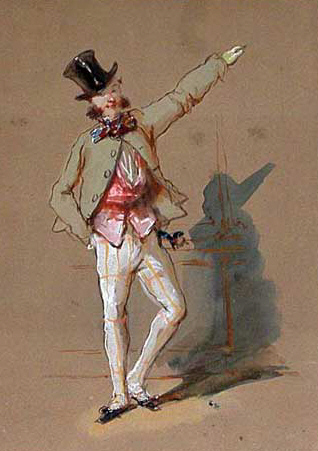
Pařížský dandy, kresba
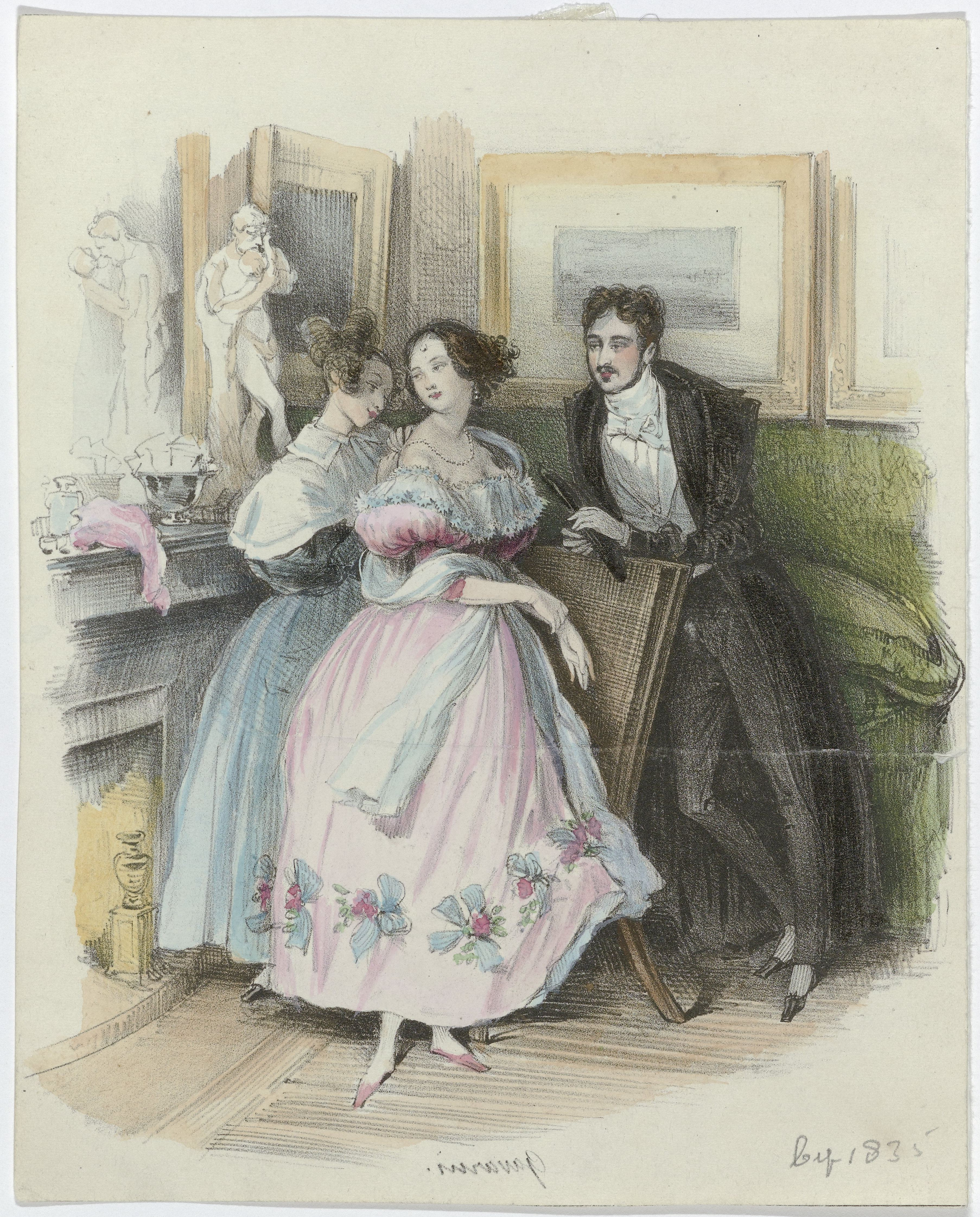
Ilustrace módního časopisu, litografie (1835)
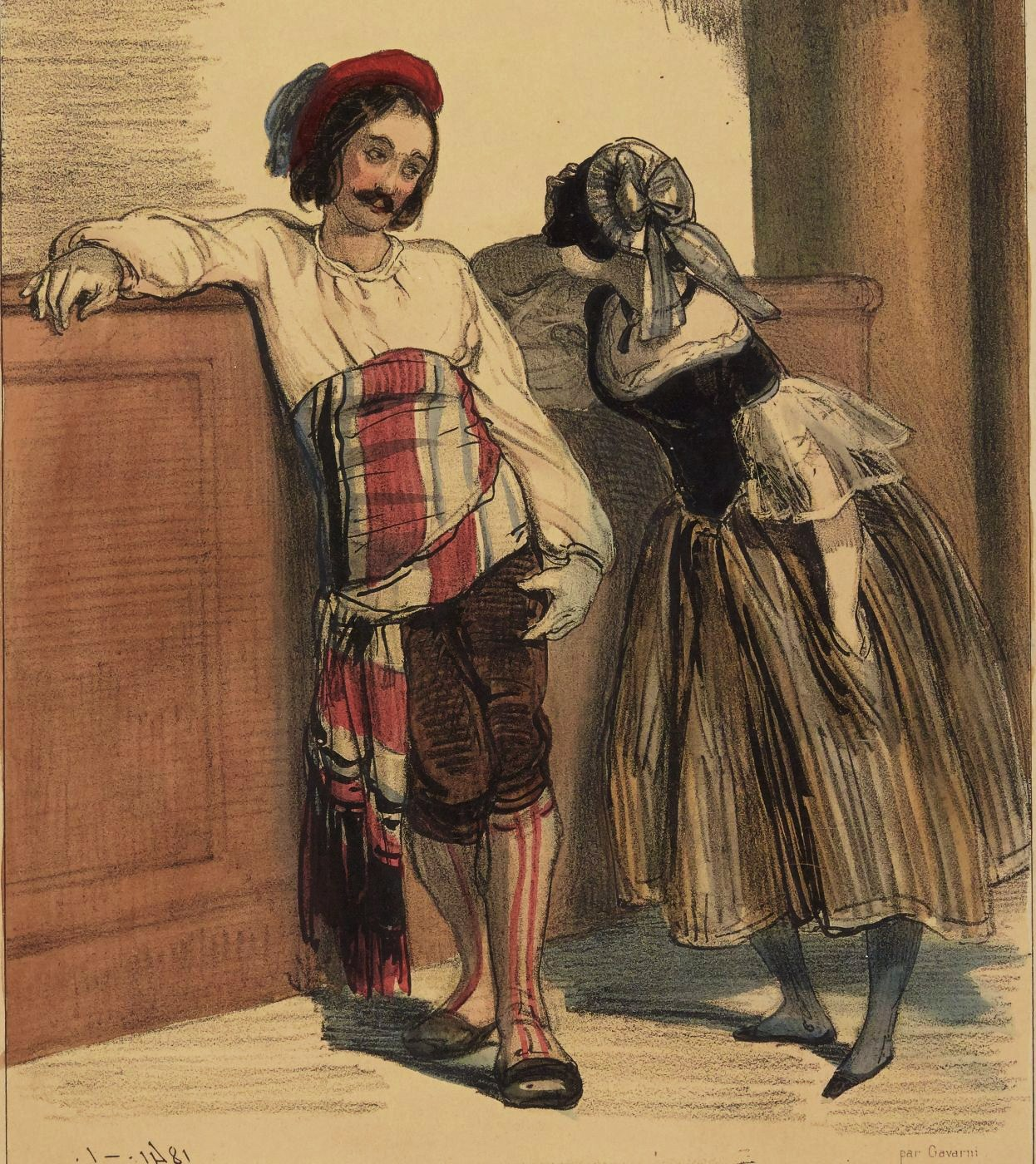
Pařížský karneval (1841)
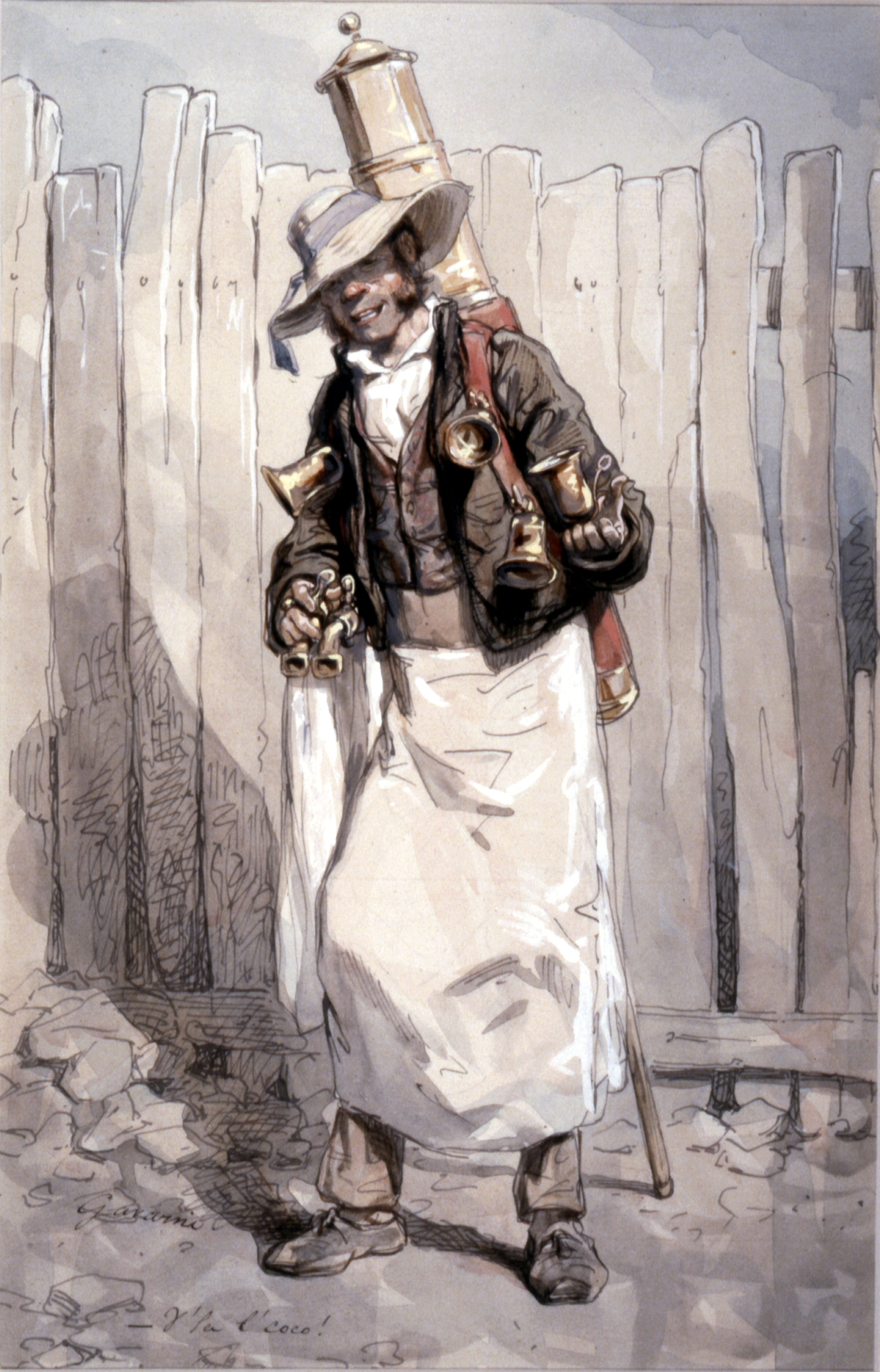
Prodavač čokolády (1855–1856)
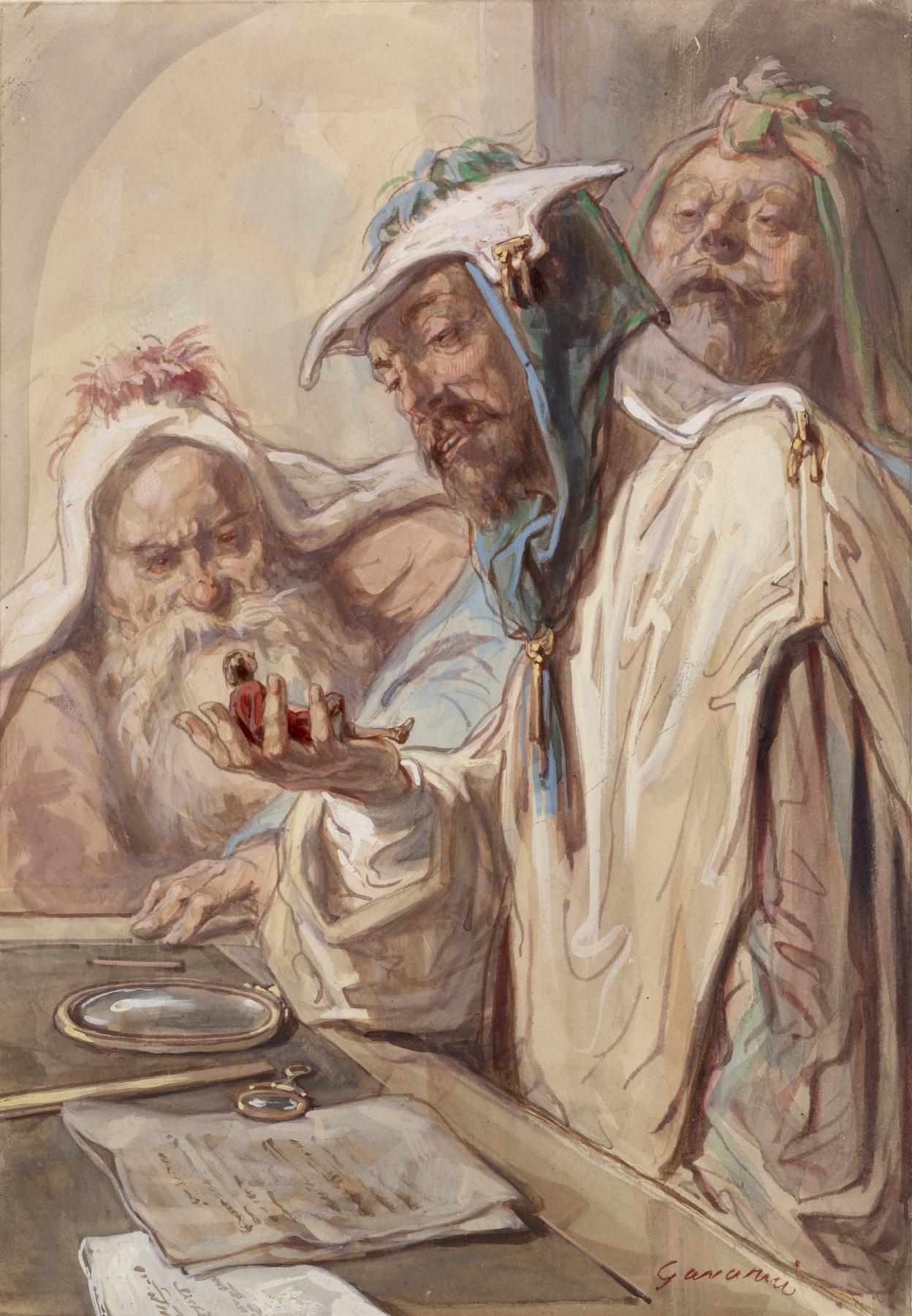
Gulliver a tři filozofové (asi 1862)
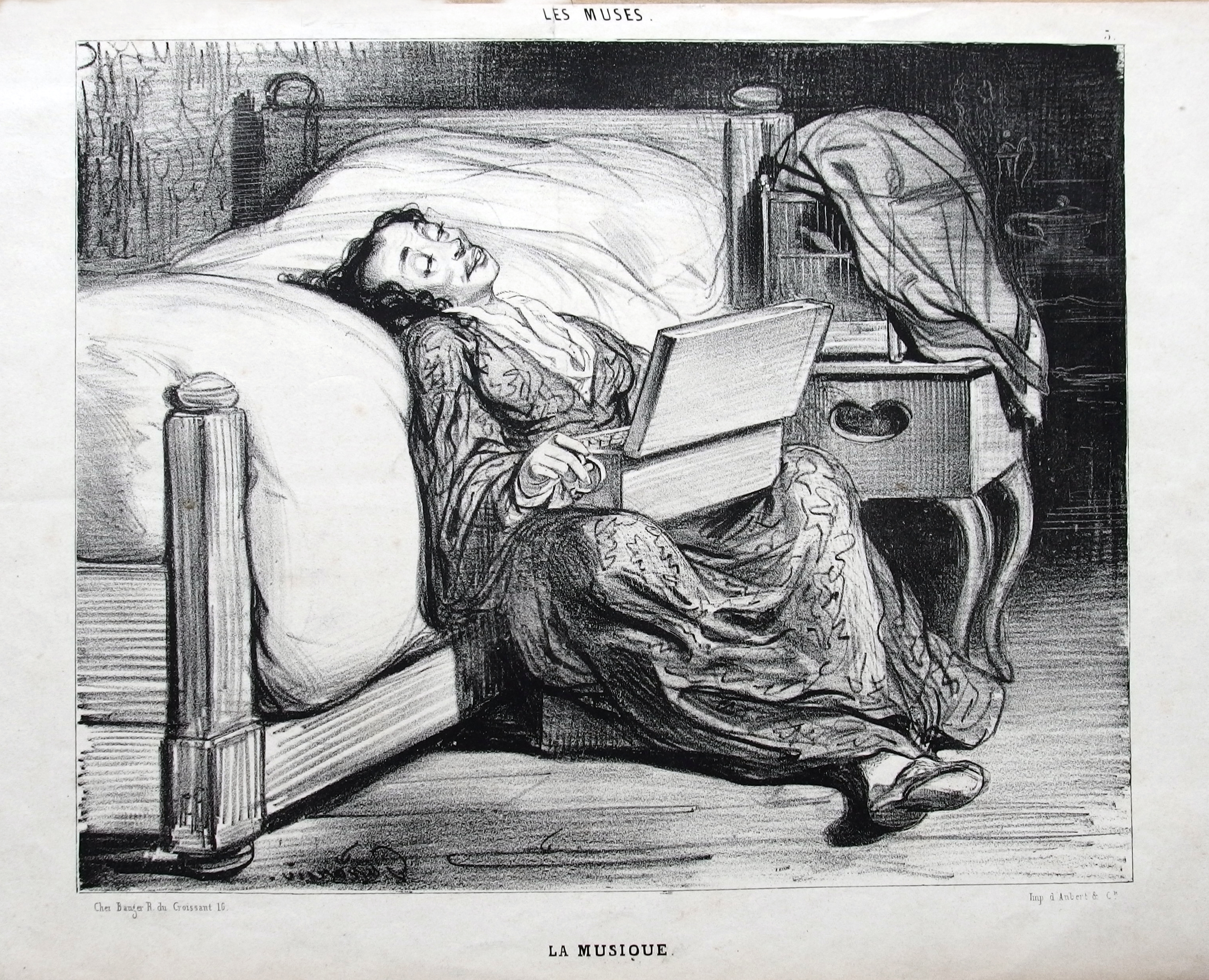
Okouzlena hudbou (1839)